# Crocidura foetida foetida
Crocidura foetida foetida is een ondersoort van de spitsmuis Crocidura foetida die voorkomt in de laaglanden van Borneo. Deze ondersoort is alleen in Kalimantan en Sarawak gevangen, maar waarschijnlijk komt hij ook in Sabah voor. De spitsmuizen van het Filipijnse eiland Balabac zouden ook deze ondersoort kunnen vertegenwoordigen, maar die worden meestal tot C. palawanensis gerekend. C. f. foetida is een vrij kleine ondersoort, die onder andere te herkennen is aan zijn korte vacht. De kop-romplengte bedraagt 80 tot 81 mm, de staartlengte 61 tot 67 mm, de achtervoetlengte 13,6 tot 14,5 mm en de schedellengte 22,3 tot 22,6 mm (gebaseerd op slechts twee exemplaren; de werkelijke variatie is waarschijnlijk groter).